# Teclado (instrumento musical)

Layout de um teclado exibindo as três oitavas

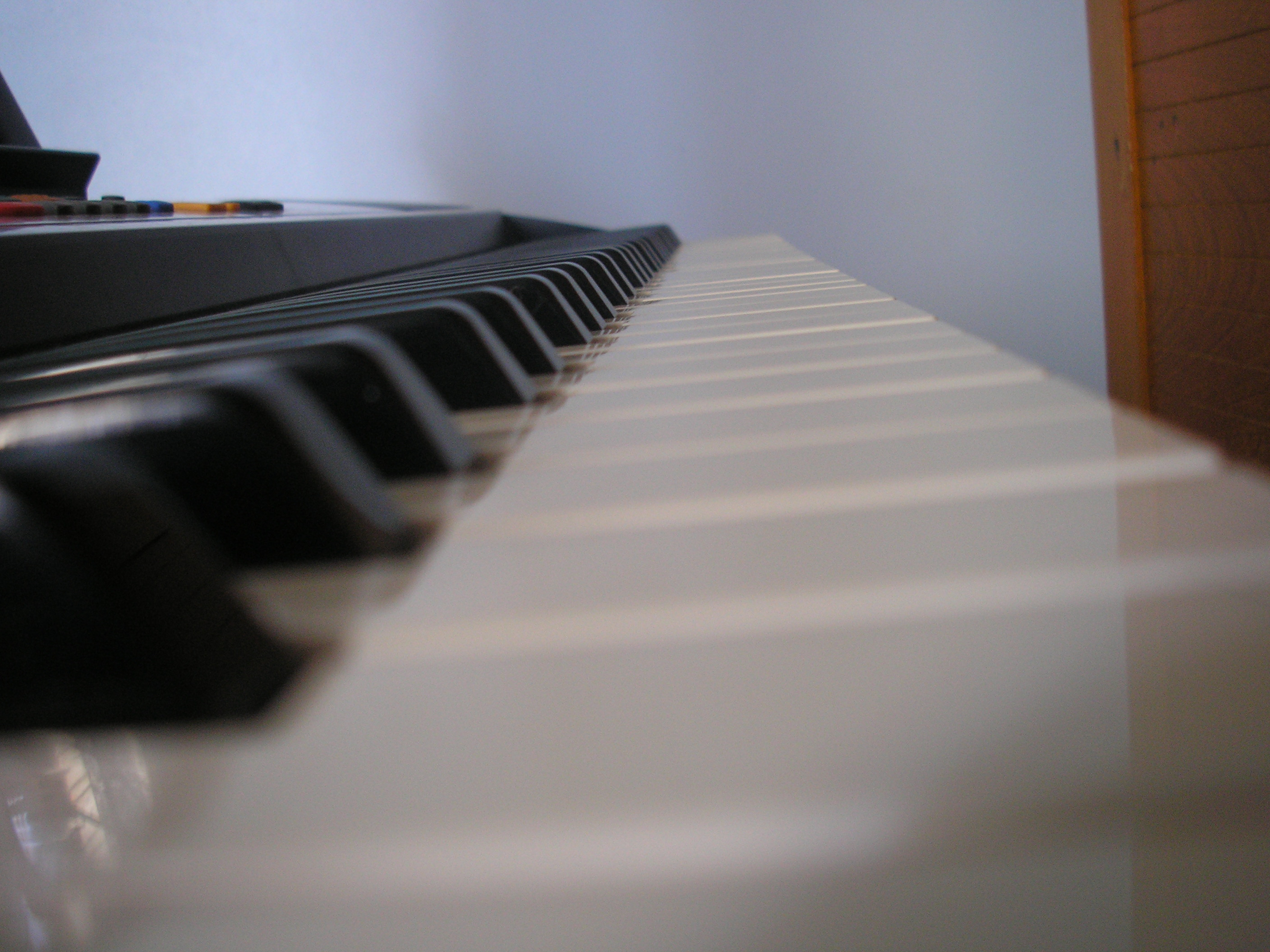
As teclas de um teclado.

O teclado é um instrumento musical de teclas temperado, no qual se executam melodias e notas, formando uma harmonia. É composto por um conjunto de teclas adjacentes pretas e brancas, que quando pressionadas produzem os sons.
O músico que executa instrumentos de teclado chama-se teclista (português europeu) ou tecladista (português brasileiro).
O número de teclas nos teclados atuais pode variar de acordo com o fabricante, pois não há um padrão, ainda que sejam bastante comuns as quantidades de 49, 61, 76 e 88 teclas em instrumentos de várias marcas. Teclados arranjadores domésticos, por exemplo, de marcas como Yamaha e Casio, possuem 61 teclas (36 brancas e 25 pretas, abrangendo 5 oitavas, de Dó1 a Dó6). Sintetizadores como o Roland JP-8000 e o Clavia Nord Wave dispõem de 49 teclas (20 pretas e 29 brancas, cobrindo 4 oitavas, de Dó1 a Dó5). Outros instrumentos, como os Roland D-70, A-37, Jupiter 80, o Yamaha DX-5 e o Korg N264, entre outros, possuem maior extensão, atingindo 76 teclas (45 brancas e 31, com alcance de Mi-1 a Sol6). O número de 88 teclas, padrão em pianos acústicos (Lá-2 a Dó7), também é utilizado em teclados eletrônicos como os atuais pianos digitais.
O dia do tecladista é comemorado no dia 30 de abril, na mesma data em que se comemora o dia do pianista e o dia do Jazz.

## Categorias
Existem cinco diferentes categorias ou tipos de teclados musicais eletrônicos:

### Arranjadores
São teclados com som próprio que possuem várias opções de timbres ou acompanhamentos musicais automáticos, no qual a memória do teclado simula uma banda em diversos estilos musicais (pop, jazz, rock, balada, samba, bossa nova, dance, e muitos outros), onde se pode gravar,na memória do teclado, timbres e acompanhamentos musicais por parte rítmica (bateria), baixo, strings, cordas (violão, guitarra), metais (trompete, trombone, etc. São mais utilizados por músicos em solo (sem banda) ou por iniciantes, pelo fato de serem teclados mais baratos e sem alguns recursos profissionais, como edição e adição de efeitos em timbres e outros, recursos estes que estão presentes em sintetizadores e principalmente em workstations. No mercado encontram-se predominantemente os modelos de 61 teclas.

### Sintetizadores
Possuem recursos de edição (filtragem, alteração de frequências, modulação, efeitos, etc.), por meio dos quais é possível a criação de novos sons. Os sintetizadores geralmente são destinados ao mercado de músicos profissionais, e assim, estes instrumentos não possuem acompanhamento automático (como nos arranjadores e workstations). Também não possuem alto-falantes próprios, e, via de regra, necessitam ser conectados a um equipamento de áudio externo para poderem emitir som, como um amplificador ou um mixer. Os primeiros sintetizadores, fabricados na década de 1960, são hoje instrumentos raros e bastante valorizados, podendo atingir elevados preços no mercado.

### Workstations
São os teclados mais completos, por possuírem as funções das demais categorias de teclados. São características dos workstations possuírem dispositivos de armazenamento de dados, como unidades de disquete, cartões de memória ou HDs, ou conexões que permitem o armazenamento externo, como portas USB. Geralmente contam com extenso banco de timbres, permitem a síntese de sons e têm sequenciadores (para composição, arranjos de partes musicais ou peças musicais completas). Alguns modelos mais atuais possuem também a função de sampler. São frequentemente usados em estúdios e também são destinados a músicos mais profissionais. No mercado há opções de 76 e 88 teclas.

### Controladores
São teclados que, na maioria das vezes, não possuem som próprio, pois têm a finalidade de controlar outros instrumentos através de MIDI (Interface Digital para Instrumentos Musicais) ou através de Samples. Teclados costumam ser usados para controlar módulos de som externos, baterias eletrônicas, computadores, instrumentos virtuais (VSTi), entre outras aplicações.

### Pianos Digitais
O piano digital é um instrumento eletrônico projetado para simular o piano acústico, principalmente devido a duas características: o design das teclas e a melhor qualidade na amostragem dos sons de piano. O nome “piano digital” se deve ao tipo de tecnologia usada para reproduzir o som do piano, que é digitalizado e armazenado na memória do instrumento (sample playback). Os pianos digitais geralmente dispõem de uma pequena variedade de timbres: além do som de piano, alguns modelos oferecem amostras de cravo, piano elétrico, órgão ou cordas, por exemplo. Não é comum que pianos digitais possuam acompanhamentos rítmicos. A maioria dos modelos possuem teclados de 88 notas, que, além de igualar a tessitura do piano (Lá-2 a Dó7), frequentemente dispõem de teclas projetadas para imitar as dimensões, o formato e o peso dos teclados de madeira, como também um sistema que simula a ação do mecanismo de martelos do piano acústico, com o intuito de conferir maior realismo.

## Exemplos de instrumentos de teclados
- teclado percussivo: piano, clavicórdio, celesta, Hohner Clavinet, piano elétrico Rhodes
- teclado pinçante: cravo, espineta
- teclado e foles: órgão, harmônio, acordeão, bandoneón
- eletrônicos: sintetizadores, workstations, arranjadores, controladores, ondas martenot
- teclado de sopro: escaleta.

## Outros usos

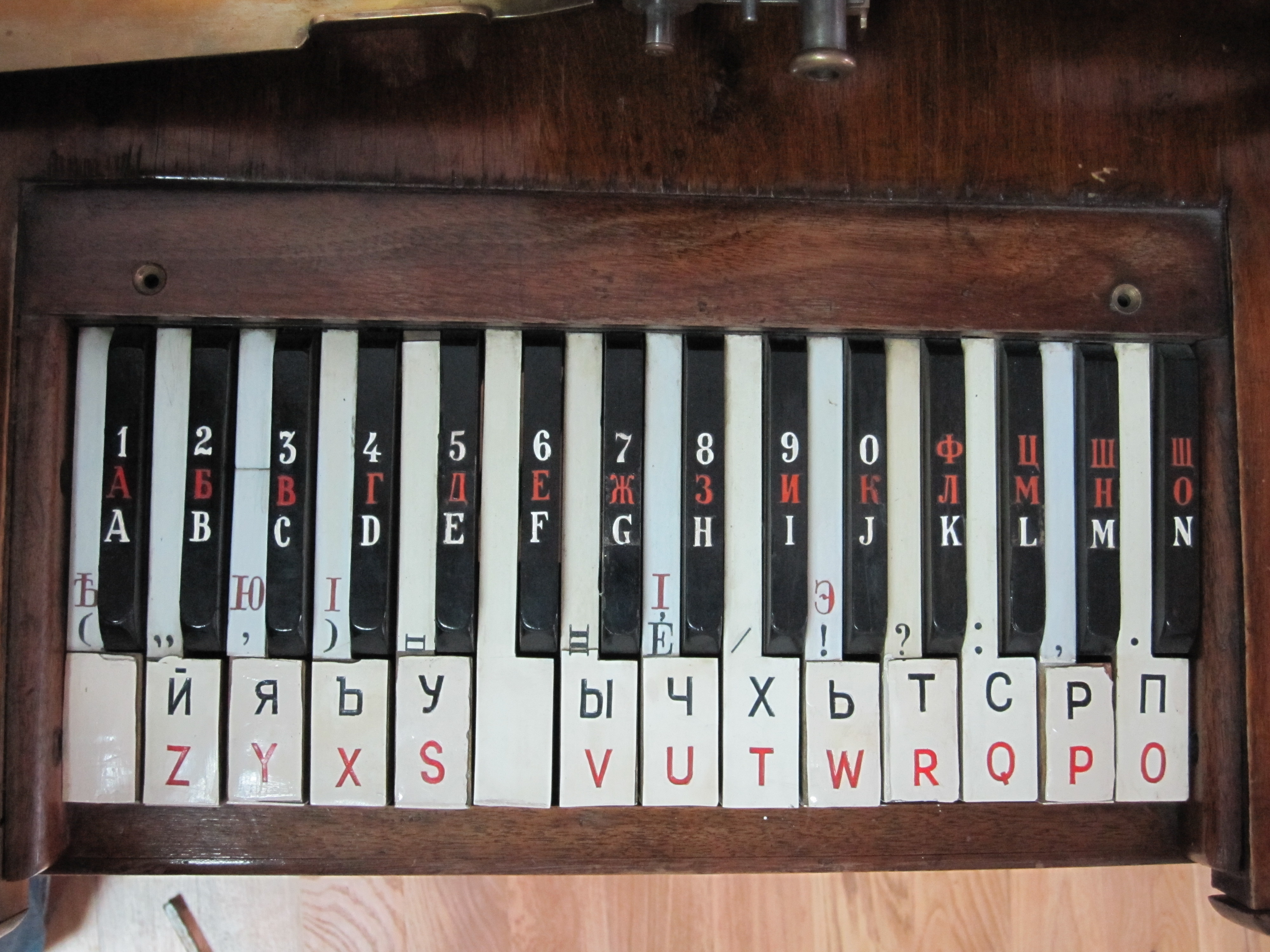
Teclado para compor mensagens patenteado pela Siemens, usado na Rússia em 1900.

O teclado, por ser um equipamento eletrônico, tem a capacidade de produzir variados tipos de sons e auxiliar tanto as partes melódicas como as de percussão e harmonia, alguns teclado incorporam programação com mais de mil tipos de sons diferentes, como instrumentos de percussão, melodias sintetizadas e instrumentos musicais antigos. Alguns teclados também possui capacidade para captar sons externos, modificá-los e reproduzi-los.
Também foi utilizado para fins não musicais como uma máquina similar ao telégrafo criado por George M. Phelps em 1859, que reproduzia mensagens através dos sons.

## Marcas
Atualmente existem inúmeras marcas de teclados musicais, que vão dos mais simples aos mais sofisticados com grande diversidade de sons.

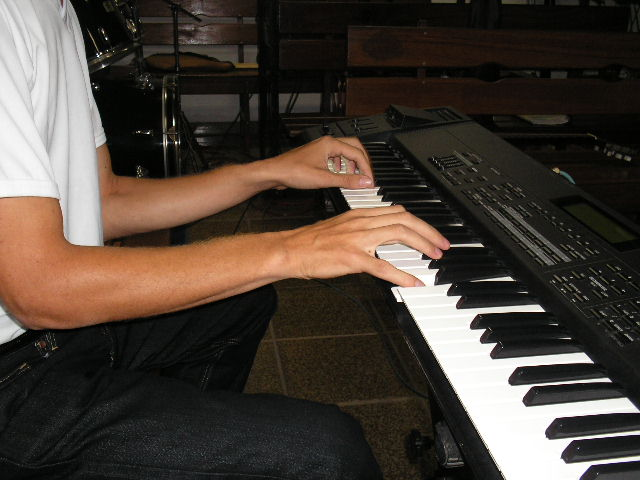
Tecladista tocando o instrumento

Marcas mais conhecidas:
- Moog
- Akai
- EMS
- ARP Instruments
- Nektar
- Roland
- Rhodes
- Hohner
- RMI
- Wurlitzer
- Yamaha
- Korg
- Sequential Circuits
- Oberheim
- Waldorf Music
- Novation
- Casio
- Kurzweil
- Hammond
- Alesis
- Behringer
- Clavia (fabricante da marca Nord)